# Sant Bhasha

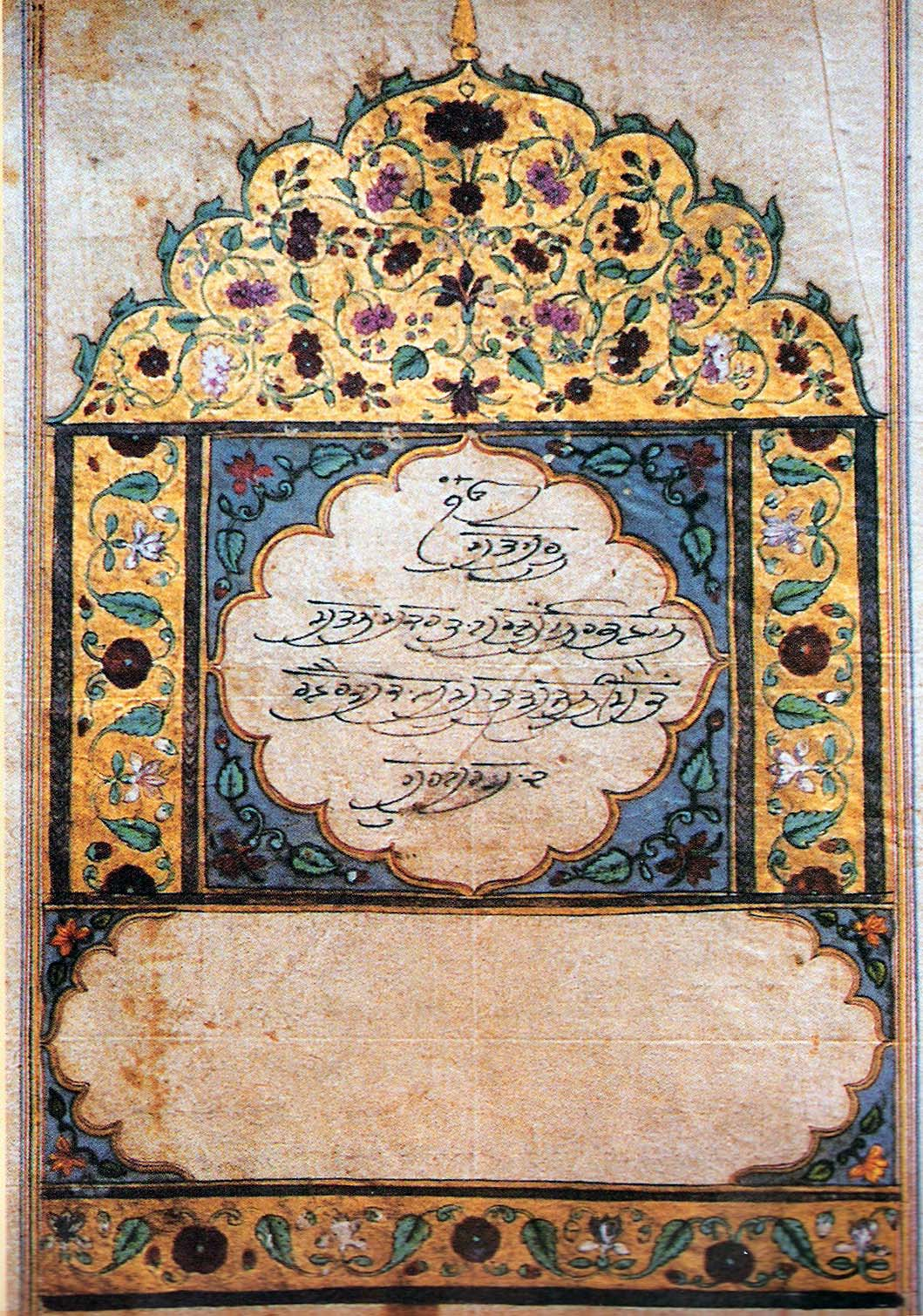
Manuscrito do Guru Granth Sahib

Sant Bhāṣā ("língua dos santos") ou Gurmukhī ("da boca do guru") é uma língua franca sagrada composta pelo vocabulário comum das línguas indo-arianas do norte da Índia.
O idioma é notoriamente usado no Guru Granth Sahib, texto religioso sikh, apresentando-se como uma mistura heterogênea de dialetos utilizada entre santos vagantes, misturando o punjabi com persa, sânscrito e outros idiomas, incluindo as variações devidas à verdadeira língua materna dos autores.